# Aphanopetalum
Aphanopetalum ist die einzige Gattung der Pflanzenfamilie der Aphanopetalaceae in der Ordnung der Steinbrechartigen (Saxifragales).

## Beschreibung

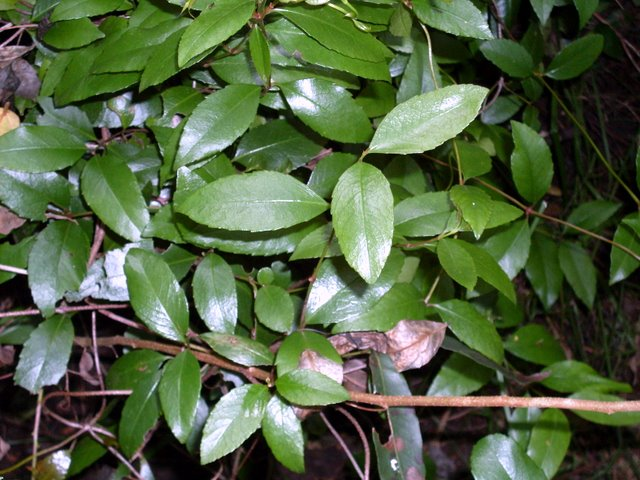
Aphanopetalum resinosum

### Vegetative Merkmale
Bei den Aphanopetalum-Arten handelt es sich um immergrüne, rankende Sträucher.
Die gegenständig angeordneten Laubblätter sind in Blattstiel und -spreite gegliedert. Der Blattstiel ist relativ kurz. Die ledrige Blattspreite ist einfach. Der Blattrand ist glatt oder gesägt. Die Nebenblätter sind klein oder fehlen.

### Generative Merkmale
Die Blüten können einzeln stehen oder zu vielen in seitenständigen, zymösen Blütenständen angeordnet sein.
Die relativ kleinen, zwittrigen Blüten sind radiärsymmetrisch und vierzählig mit doppelter Blütenhülle. Es ist ein kurzer Blütenbecher (Hypanthium) vorhanden. Die vier Kelchblätter sind nur an ihrer Basis kurz verwachsen; sie vergrößern sich während der Fruchtbildung. Es sind vier winzige Kronblätter vorhanden, diese können auch fehlen; beides kann sogar an einer einzelnen Pflanze auftreten. Es sind zwei Kreise mit je vier fertilen, meist freien Staubblättern vorhanden. Der Pollen ist tricolporat. Vier Fruchtblätter sind zu einem teilweise (viertel- bis halb-) unterständigen Fruchtknoten verwachsen. Jedes Fruchtblatt enthält nur eine Samenanlage. Es sind vier freie Griffel vorhanden.
Es werden Nussfrüchte gebildet, an denen die vier Kelchblätter gut erkennbar sind.

## Systematik und Verbreitung
Die Gattung Aphanopetalum wurde 1839 durch Stephan Ladislaus Endlicher in Genera plantarum secundum ordines naturales disposita. 818 aufgestellt. Der Gattungsname Aphanopetalum leitet sich von den altgriechischen Wörtern aphanes für „unauffällig“ und petalon für „Kronblatt“ ab. Ein Synonym für Aphanopetalum Endl. ist Platyptelea J.Drumm. ex Harv.
Die Gattung Aphanopetalum wurde früher in die Familien der Saxifragaceae und Cunoniaceae eingeordnet.
In der Gattung Aphanopetalum und damit in der Familie Aphanopetalaceae gibt es nur zwei Arten. Die Gattung besitzt in Australien ein disjunktes Areal: Sie ist im westlichen und östlichen Australien beheimatet, aber nicht in den Gebieten dazwischen.
- Aphanopetalum clematideum (Harv.) Domin: Sie kommt nur im westlichen Australien entlang von Flüssen und auf Hügeln vor.
- Aphanopetalum resinosum Endl.: Sie kommt nur im östlichen Australien vor.